# Орель-Члянське сільське поселення
Оре́ль-Чля́нське сільське поселення (рос. Орель-Члянское сельское поселение) — сільське поселення у складі Ніколаєвського району Хабаровського краю Росії.
Адміністративний центр та єдиний населений пункт — село Орель-Чля.

## Населення
Населення сільського поселення становить 36 осіб (2019; 43 у 2010, 75 у 2002).